# موزه صنایع دستی گرگان
موزه صنایع دستی گرگان با هدف حفظ، نگهداری و معرفی هنرهای دستی راه‌اندازی شده است. این موزه در خانه تاریخی امیرلطیفی واقع شده است. این خانه به مساحت ۹۵۶ متر مربع در بافت قدیم گرگان در محله نعلبندان قرار دارد. این بنا در اواخر دوره قاجار توسط مهدی‌خان، مالک منزل مسکونی ساخته شد که بعدها در اختیار سید ابوالقاسم امیرلطیفی، داماد خانواده و فرزند حجت‌الاسلام سید محمد علی امیرلطیفی (سبط الشیخ) قرار گرفت.

خانه امیرلطیفی مربوط به دوره قاجار است و در گرگان، ضلع شمالی مسجدجامع واقع شده و این اثر در تاریخ ۱۸ آبان ۱۳۷۸ با شمارهٔ ثبت ۲۳۹۱ به‌عنوان یکی از آثار ملی ایران به ثبت رسیده است.